# 武内絵美
武内 絵美（たけうち えみ、1976年11月22日 - ）は、テレビ朝日のエグゼクティブアナウンサー。

## 人物・略歴
- 東京都品川区出身で、身長158 cm[2]。
- 東洋英和女学院中学部・高等部から東洋英和女学院大学卒業後、1999年に入社。

同期入社は、進藤潤耶（現在は報道局経済部所属）・富川悠太（2022年3月退社）・中丸徹（現在は報道局社会部所属）・龍円愛梨（報道局社会部に転属後、2011年12月退社）。
アナウンサー採用試験の途中で母親を亡くしており、現在家族はテレビ朝日制作局に勤務していた父と既婚の姉がいる。
TVスター名鑑のプロフィールの出身校の表記では「東洋英和女学院」とのみ表記されている。
- これまで、報道番組からバラエティーまであらゆるジャンルの番組を担当。特に世界水泳やオリンピック中継など、スポーツ番組で注目を浴びる。

2000年から2004年までは『ミュージックステーション』を、2004年から2011年まで『報道ステーション』のスポーツコーナーをそれぞれ歴任した。
2003年4月から2005年4月1日までは『スーパーJチャンネル』平日版のサブキャスターを務めた。
- 2010年5月25日、一般人の男性と結婚することを発表し、自身の34歳の誕生日である11月22日に正式に婚姻届を提出した[3]。
- 2011年5月26日、妊娠5ヶ月であることを発表し[4]、同年8月中旬から産前産後休業に入るため、『報道ステーション』のスポーツコーナーを後輩の宇賀なつみにバトンタッチした[5]。その後、9月30日に第1子となる長男を出産した[6]。
- 2012年12月1日付で育休を終えて職場に復帰[7]。16日の衆院選開票速報で仕事復帰[8]。
- 2017年2月23日、第2子妊娠を報告[9]。6月7日、第2子女児を出産[10]。
- 2018年10月1日付で職場に復帰し[8]、9日BS朝日のNews Accessより仕事復帰。18日、『ミュージックステーション』の新サブMCお披露目会見で歴代サブMCとして登場[11]。

### エピソード
- かつてレギュラー出演していた『愛のエプロン』で、まずいものを食べたときに出す「眉間のしわ」が有名だった。番組中で自分が作った料理を自分で食べて「眉間のしわ」を出したことがある。
- また、同番組の深夜枠時代では、同期の龍円愛梨と「カツカレー」作りで、アシスタントの座を争ったことがある。経緯は、武内が料理の腕を披露することになった際に、龍円が出演したことがきっかけである。当初、アシスタントという立場にある武内に期待が集まったが、接戦となった。同期同士ということもあって、「成績によってはアシスタント交代?」という話が飛び出したが、結果は武内が辛くもアシスタントの座を死守し、それまでのプレッシャーからか勝った喜びとともに涙を見せるシーンもあった。但しその時の結果は、同期の龍円とは同じランキングだったが、後輩の前田有紀に僅差で負けた。
  - なお、結婚後に武内の家に遊びに行った後輩の宇賀なつみによると、「本当に素敵な奥様で、部屋もきれいでご飯も作ってくれた」と『報道ステーション』のコラムに掲載した。[12]
- 『ミュージックステーション』で最後の出演日となった2004年3月12日の放送では、普段はオレンジマイク→ピンクマイクを使用していたが、稀に使用していた赤マイクもスタッフの計らいで金箔が編みこまれた。エンディングではタモリから花束が贈呈され、その時に思わず涙を流した。最後は「アーティストさん、TVを見ている皆さん、タモリさん、4年間本当にありがとうございました。」と言葉を詰まらせながらも最後のアシスタントを全うした。
- 石橋貴明から「オールドたけうち」と呼ばれる。これは石橋が後輩アナで苗字の読みは同じである竹内由恵を「ニューたけうち」と呼んでいる事の対比である。
- これまで、民放でのオリンピック中継のPRにおいて、アテネ[注 1]・トリノ[注 2]・北京・バンクーバーの4度、5局の代表の1人として選ばれた。
  - 2008年夏の北京オリンピックにおいて、民間放送各社が共同で「gorin.jp」という動画サイトを開設。五輪ニュースや各局放送日程等の配信を行う。そのPRとして在京民放5局の代表が「情熱的オリンピック」のキャッチフレーズのもとに、赤を基調とした服装で登場し、顔でスポーツの感動を表現するCMが作成された（「北京オリンピック 民放テレビ放送」）。テレ朝代表の武内は「叫」の顔として出演した。他局代表は、 鈴江奈々（日本テレビ）、高畑百合子(TBS)、大橋未歩（テレビ東京）、平井理央（フジテレビ）。
  - 2010年2月、民放でのバンクーバーオリンピック中継のPRにおいて、4度目の5局の代表の1人として選ばれた。他局代表は松尾英里子（初、日本テレビ）、枡田絵理奈（TBS）、大橋未歩（2度目、テレビ東京）、平井理央（2度目、フジテレビ）。

## 出演番組
- 東京サイト （ナレーション、2019年4月15日 - ）
- MOTTO!! （土曜日・不定期 11:43 - 11:45、聞き手） 企業の紹介番組
- Abema News
- 題名のない音楽会（アシスタント、2020年4月 - ）
- ももクロChan〜Momoiro Clover Z Channel〜（ナレーション、2020年4月 - ）
- 報道ステーション  - 番組開始当初から2011年8月5日まではスポーツキャスター（2005年3月29日まで月～水曜日 → 同年4月1日から月～金曜日担当[注 3]）。2013年7月末から2017年3月31日まではニュースリポーター（現場取材担当）。
- ANNニュース
- 最高のクレーム
- くりぃむナントカ　アシスタント、司会
- はい!テレビ朝日です
- ラジ朝アットモーニング キャスター
- ミュージックステーション 6代目司会（2000年4月 - 2004年3月12日）
- GET SPORTS（ANN NEWS&SPORTS日曜版）キャスター
- スーパーJチャンネル サブキャスター
- アテネオリンピック中継 - 開催前には聖火ランナーを務めた。開催期間中の『報道ステーション』は現地スタジオから出演していた。
- トリノオリンピック中継 - 『報道ステーション』で不定期に出演するキャスターの松岡修造とともにキャスターを担当する。
- 愛のエプロン アシスタント
- 史上最強のメガヒット カラオケBEST100 完璧に歌って1000万円 司会
- 『ぷっ』すま 通常枠以外での特番（正月特番など）に限り、主にスタジオでの進行を務める。
- 激レアさんを連れてきた。（2023年11月20日、テレビ朝日）MCの弘中綾香アナウンサーが10月23日の放送をもって産休入りしたため、代役4人目としてこの日に登場[13]。
- 激レアさんを連れてきた。（2024年2月26日、テレビ朝日）週替わりで代役MCが登場するなか、2度目のMCを務めた[14]。